# Cirrolygris cecilia
Cirrolygris cecilia är en fjärilsart som beskrevs av Paul Dognin 1911. Cirrolygris cecilia ingår i släktet Cirrolygris och familjen mätare. Inga underarter finns listade i Catalogue of Life.